# Молдовська сільська рада
| Молдовська сільська рада — колишній орган місцевого самоврядування у Голованівському районі Кіровоградської області з адміністративним центром у с. Молдовка. Сільській раді підпорядковані населені пункти: - с. Молдовка - с. Матвіївка - с. Надеждівка |

## Склад ради
Рада складається з 14 депутатів та голови.

### Керівний склад ради
| ПІБ                         | Основні відомості                                                         | Дата обрання | Дата звільнення |
| --------------------------- | ------------------------------------------------------------------------- | ------------ | --------------- |
| Белінська Галина Вікторівна | Сільський голова, 1956 року народження, освіта, член народної партії      | 26.03.2006   | 31.10.2010      |
| Ручко Ольга Олександрівна   | Сільський голова, 1964 року народження, освіта вища, позапартійна         | 31.10.2010   | 11.12.2011      |
| Белінська Галина Вікторівна | Сільський голова, 1956 року народження, освіта вища, член Партії регіонів | 11.12.2011   |                 |

Примітка: таблиця складена за даними джерела

## Населення
Згідно з переписом УРСР 1989 року чисельність наявного населення сільської ради становила 888 осіб, з яких 367 чоловіків та 521 жінка.
За переписом населення України 2001 року в сільській раді мешкали 822 особи.

### Мова
Розподіл населення за рідною мовою за даними перепису 2001 року:
| Мова       | Відсоток |
| ---------- | -------- |
| українська | 97,58 %  |
| російська  | 2,17 %   |
| білоруська | 0,12 %   |
| молдовська | 0,12 %   |